# Ley de Adopción del Estatuto de Westminster de 1942
El Estatuto de la Ley de Adopción de Westminster de 1942 es una Ley del Parlamento Australiano. Aceptaron formalmente el Estatuto de Westminster de 1931. Se implementó oficialmente el 9 de octubre de 1942.
La Ley es más importante por su valor simbólico que por el efecto jurídico de sus disposiciones. Australia se estaba independizando cada vez más del Reino Unido. Este Estatuto mostró la independencia al mundo.

## Adopción

### Proyecto de ley de 1937
Durante una década después de su creación, la adopción del Estatuto no se consideró una prioridad para los gobiernos australianos. En junio de 1937, el gobierno de Joseph Lyons presentó el proyecto de ley de adopción del Estatuto de Westminster en el parlamento, donde pasó su segunda lectura en la Cámara de Representantes. Sin embargo, el proyecto de ley caducó cuando el parlamento se disolvió antes de las elecciones federales de 1937. El gobierno prometió reintroducir el proyecto de ley en el discurso de 1937 desde el trono , pero no se tomaron más medidas. El tema se planteó ocasionalmente en el parlamento, pero la adopción no se consideró urgente.
Al presentar el proyecto de ley de 1937, el fiscal general Robert Menzies dijo que la adopción del Estatuto solo tenía "ventajas relativamente menores" y alteraría los arreglos constitucionales existentes de Australia "en una medida muy insignificante". Observó que "la independencia legislativa real y administrativa de Australia nunca ha sido cuestionada desde que se creó la Commonwealth", y dijo que la razón principal para adoptar el Estatuto fue alinear a Australia "de manera uniforme con los otros dominios" que ya lo habían adoptado.

### Proyecto de ley de 1942
John Curtin, quien se convirtió en primer ministro ocho semanas antes del ataque de la Marina Imperial Japonesa a Pearl Harbor, finalmente se vio impulsado a adoptar el Estatuto en 1942 después de la Caída de Singapur y el hundimiento del HMS Prince of Wales y el HMS Repulse. Los gobiernos conservadores anteriores habían afirmado que las fuerzas militares británicas podrían proteger a Australia, pero Curtin, junto con el ministro de Asuntos Exteriores, el Dr. HV Evatt, pensó que centrarse en una alianza con los Estados Unidos sería más valioso.
Antes de la década de 1940, el Reino Unido había manejado las relaciones exteriores de Australia como algo natural. La decisión de Curtin de adoptar formalmente el Estatuto de Westminster a fines de 1942 fue una demostración para la comunidad internacional de que Australia era una nación independiente.
El impulso inmediato para la adopción del Estatuto de Westminster fue la sentencia de muerte impuesta a dos marineros australianos homosexuales por el asesinato de su compañero de tripulación cometido en el HMAS Australia en 1942. Desde el 7 de noviembre de 1939, la Marina Real Australiana había operado sujeta a la ley imperial británica, en virtud del cual los dos hombres fueron condenados a muerte. Se argumentó que esta no habría sido su sentencia si se hubiera aplicado la ley australiana, pero la única forma que tenía el gobierno australiano de modificar las sentencias era solicitar directamente al Rey, quien las conmutó por cadena perpetua. La adopción del Estatuto de Westminster, para que Australia pudiera enmendar la ley imperial aplicable, evitó una posible repetición de esta situación. Posteriormente, las sentencias de los hombres se redujeron aún más.

## Disposiciones de la Ley
La ley tenía solo tres secciones, una que establecía el título abreviado, otra que declaraba que la ley entraría en vigencia tan pronto como recibiera la aprobación real, y otra que declaraba que el Estatuto de Westminster había sido adoptado y se consideraba que había tenido en vigor desde el 3 de septiembre de 1939, el comienzo de la Segunda Guerra Mundial. Para una simple Ley, tuvo un efecto significativo.
La Sección 2 del Estatuto de Westminster derogó el efecto de la Ley de Validez de las Leyes Coloniales de 1865, la cual hacía que las leyes hechas por el Parlamento de Australia que estaban en contra de las leyes británicas no fueran válidas. La Sección 4 del Estatuto disponía que las leyes promulgadas por el Parlamento del Reino Unido solo tendrían efecto en un Dominio a solicitud del gobierno de ese Dominio.
La Sección 5 del Estatuto eliminó el control británico sobre la navegación mercante en aguas australianas. La Sección 6 eliminó el poder del monarca británico de reservar cierta legislación para su propia consideración, en lugar de simplemente permitir que el Gobernador General diera el Asentimiento Real en nombre del monarca.